# Casa Grande, Minas Gerais
Casa Grande este un oraș în unitatea federativă Minas Gerais (MG), Brazilia.